# نيكولاوس كرافت
نيكولاوس كرافت (بالألمانية: Nikolaus Kraft)‏ (بالتشيكية: Mikuláš Kraft)‏ هو عازف تشيلو وملحن نمساوي وتشيكي، ولد في 14 ديسمبر 1778 في Eszterháza ‏ في المجر، وتوفي في 1853.

## وصلات خارجية
- نيكولاوس كرافت على موقع ميوزك برينز (الإنجليزية)
- نيكولاوس كرافت على موقع أول ميوزيك (الإنجليزية)
- نيكولاوس كرافت على موقع ديسكوغز (الإنجليزية)